# Mulino

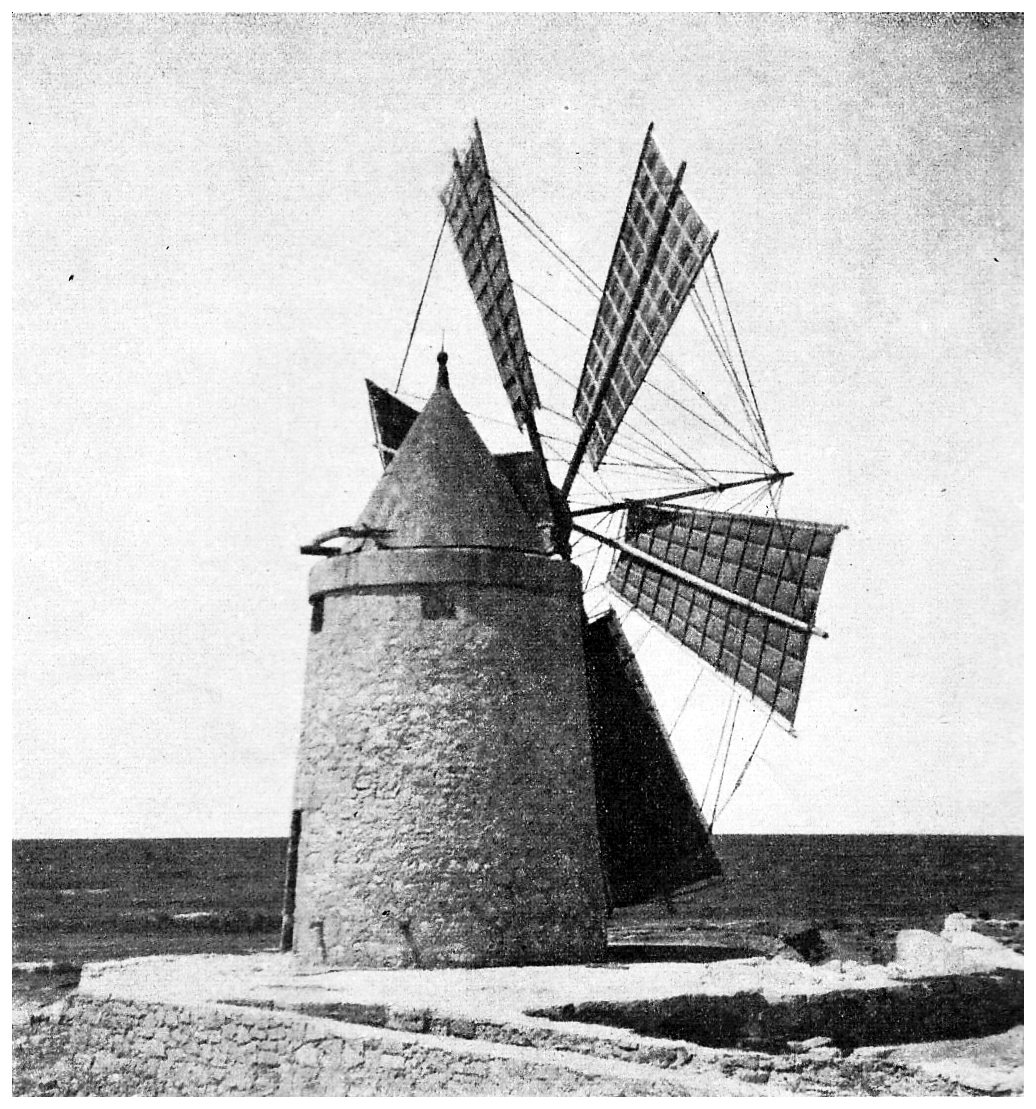
Mulino a vento per l'estrazione del sale, Sicilia, 1961

Un mulino (o molino, dal latino molinum derivante da mola), è uno strumento che produce un lavoro meccanico derivato dallo sfruttamento di una forza (prodotta dall'energia elettrica, dal vento, dall'acqua o dalla spinta animale/umana). Tale lavoro meccanico è utilizzato per esempio per la macinazione, frantumazione, pressatura e schiacciamento dei cereali di vario tipo, per la produzione di farina o altre materie prime.
Per estensione il termine designa anche la struttura che ospita la strumentazione del mulino quindi l'edificio. Anche nella forma colloquiale e dei detti: "Chi va al mulino si infarina", si riferisce proprio all'edificio che ospita le macchine dedicate alla macinazione. Il conduttore del mulino è chiamato mugnaio.

## Impianto macinazione cereali

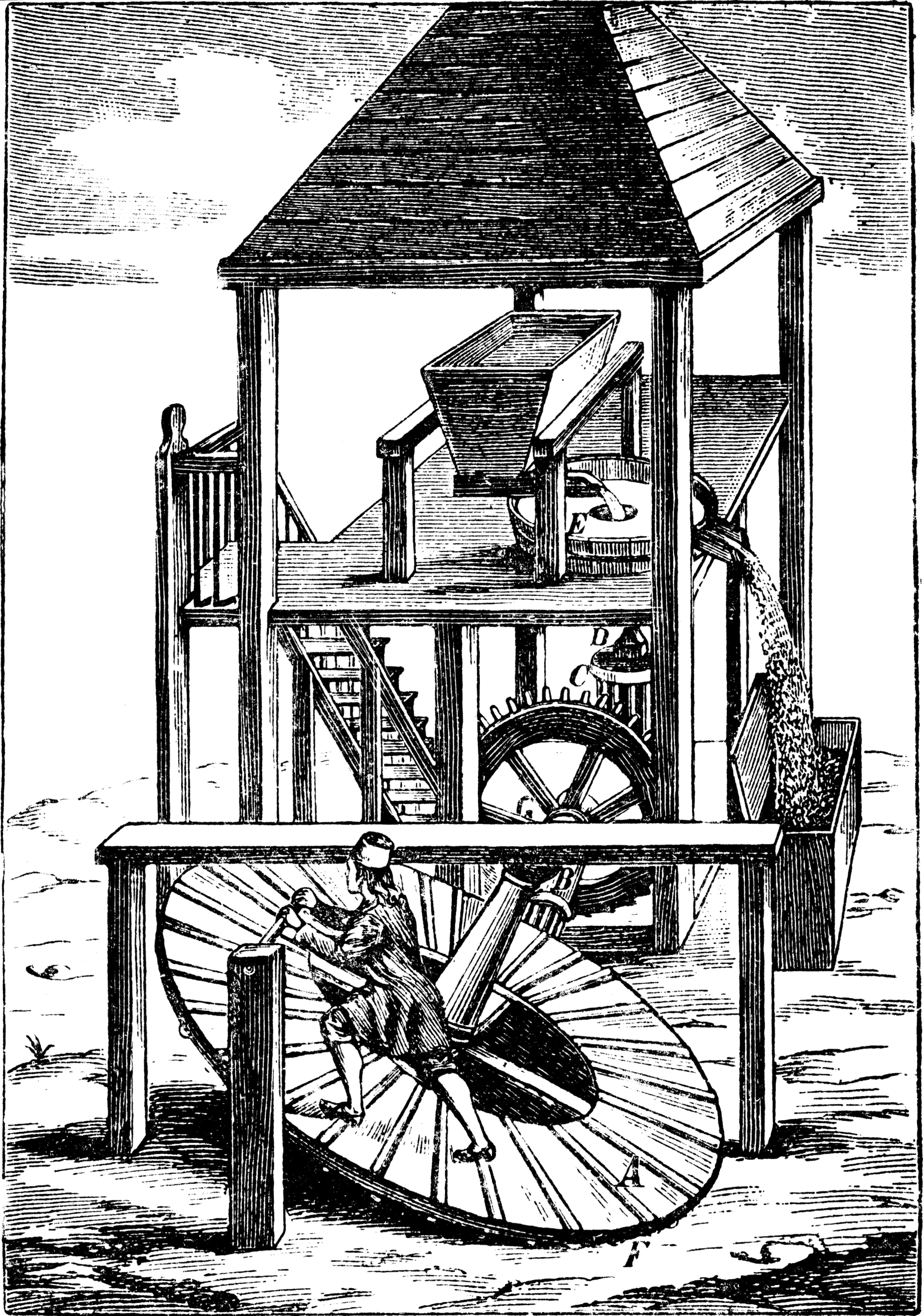
Una macchina a propulsione umana per macinare grano.

Con il termine "mulino" oppure "molino" (in italiano sono valide entrambe le parole) normalmente si intende non solo la macina, bensì l'intero impianto di macinazione, che è composto da più macchine che possiamo riassumere in più categorie:
1. macchinari destinati alla pulizia del cereale
2. macchinari destinati alla umidificazione e riposo, chiamato anche condizionamento.
3. macchinari adibiti alla macinazione propriamente detta.
4. macchinari adibiti alla setacciatura del macinato per separare le farine dalla crusca, cruschello e germe.
5. stoccaggio della farina in apposite celle chiamate fariniere.
6. macchinari adibiti al confezionamento in sacchi, la dimensione dei sacchi normalmente sono da 25 kg, 10 kg, 5 kg, 1 kg e 0,5 kg.

Gli impianti industriali sono strutture molto complesse strutturate su più piani, per poter sfruttare l'effetto caduta del prodotto da una macchina a quella successiva.

## Storia

Schema di un mulino a pietra azionato da cavalli dell'età ellenistica

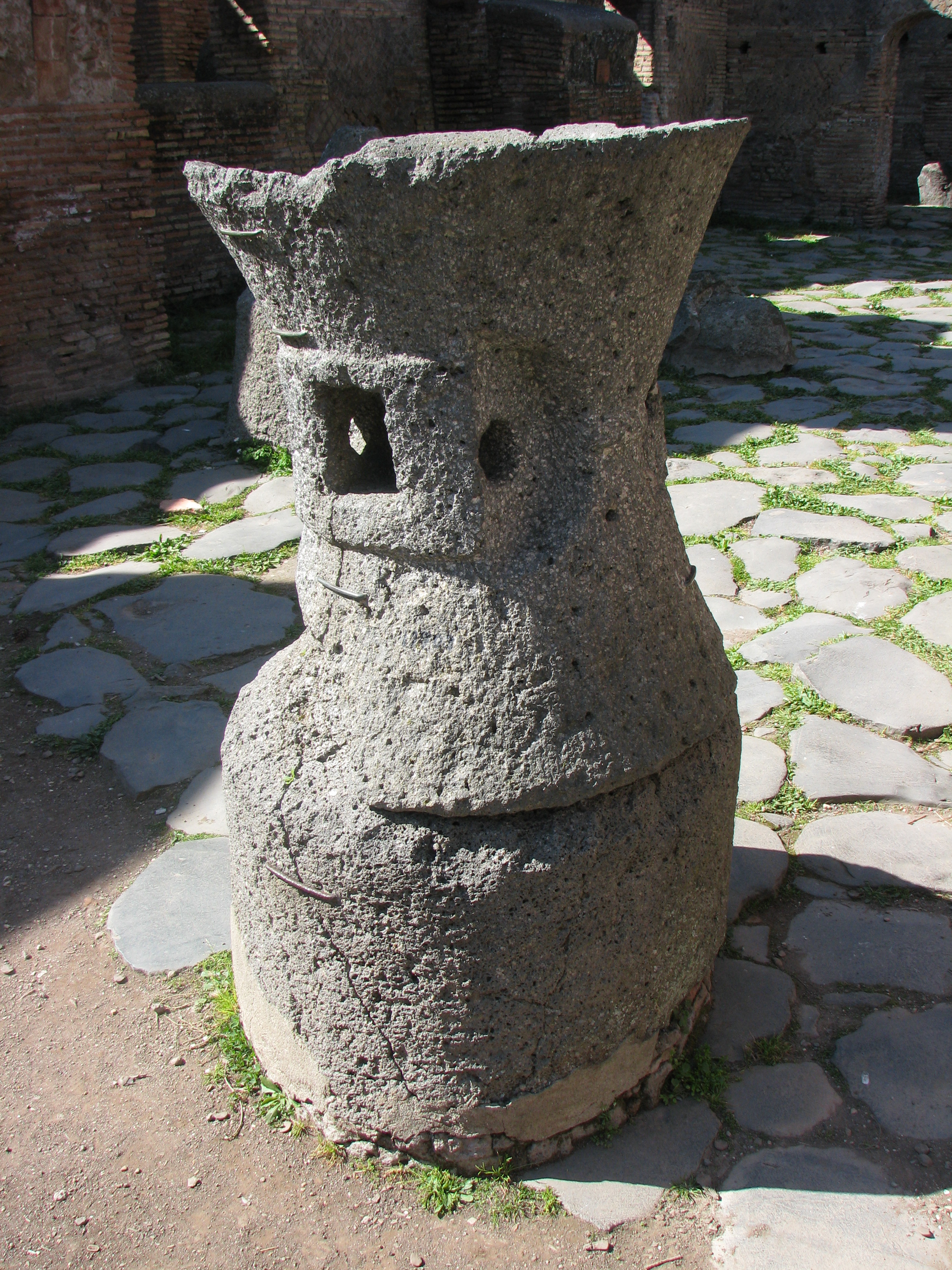
Mulino in pietra, dal caseggiato dei Molini ad Ostia antica

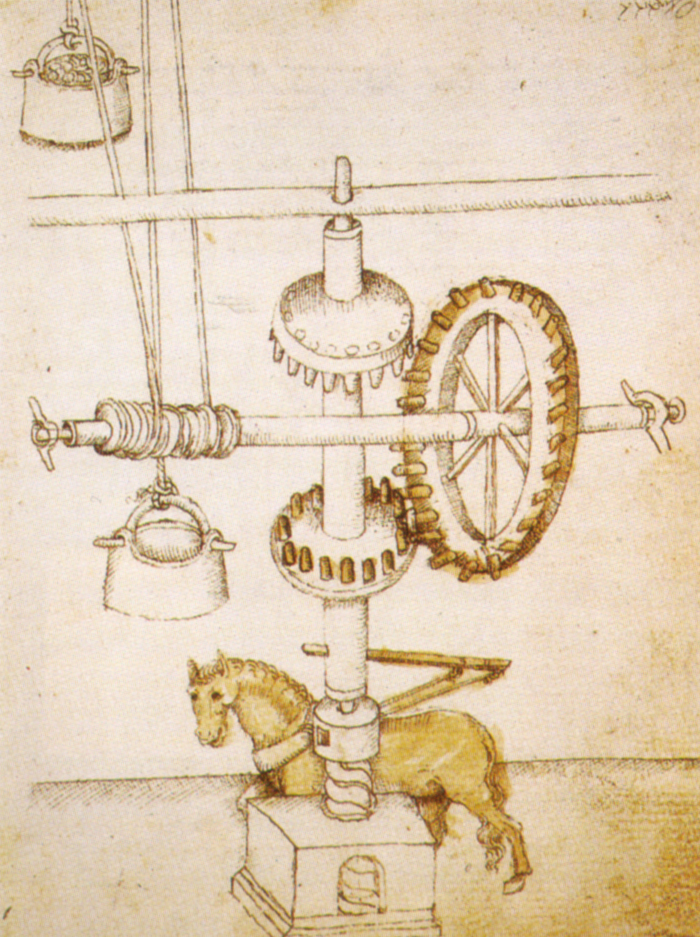
Raffigurazione del XV secolo di un mulino trainato da cavalli

Prima dell'utilizzo dell'energia elettrica il mulino era organizzato in modo funzionale per lo sfruttamento di energia da una particolare forza naturale come l'acqua o il vento, od animale, per far funzionare la macina. Gli stessi macchinari sono stati utilizzati in alcuni casi per il funzionamento di una pompa o un altro meccanismo; ad esempio in Olanda sono stati utilizzati per il pompaggio dell'acqua tramite lo sfruttamento della forza del vento; in tal caso si parla più correttamente di "pala eolica", sebbene l'aspetto esteriore del macchinario sia simile a un mulino a vento.
Un mulino può essere azionato da diverse forze:
- nell'antichità i mulini o le macine per funzionare avevano necessità della forza umana o animale; qualcuno riferisce "in modo non corretto" che la parola "mulino" derivi da mulo.
- in seguito nell'epoca pre-industriale si svilupparono lo sfruttamento dell'energia dell'acqua nel suo scorrere captata da una ruota a pale, lo sfruttamento dell'acqua era di diversi tipi o si utilizzava un piccolo salto d'acqua nelle zone collinari o pianeggianti, o una piccola cascata nelle zone montane, nel caso di fiumi di elevata larghezza il mulino diventava natante (per esempio i mulini sul fiume Po);
- sempre in periodo pre-industriale si sfruttava anche la forza del vento;
- dalla seconda metà del Novecento la maggior parte degli impianti è mossa da energia elettrica, sebbene siano in funzione alcuni mulini antichi per motivi turistici o culturali.

## Tipi di mulini

### Per tipo di energia utilizzata
- Mulino ad acqua
- Mulino natante o fluviale
- Mulino a marea
- Mulino a vento
- Mulino elettrico

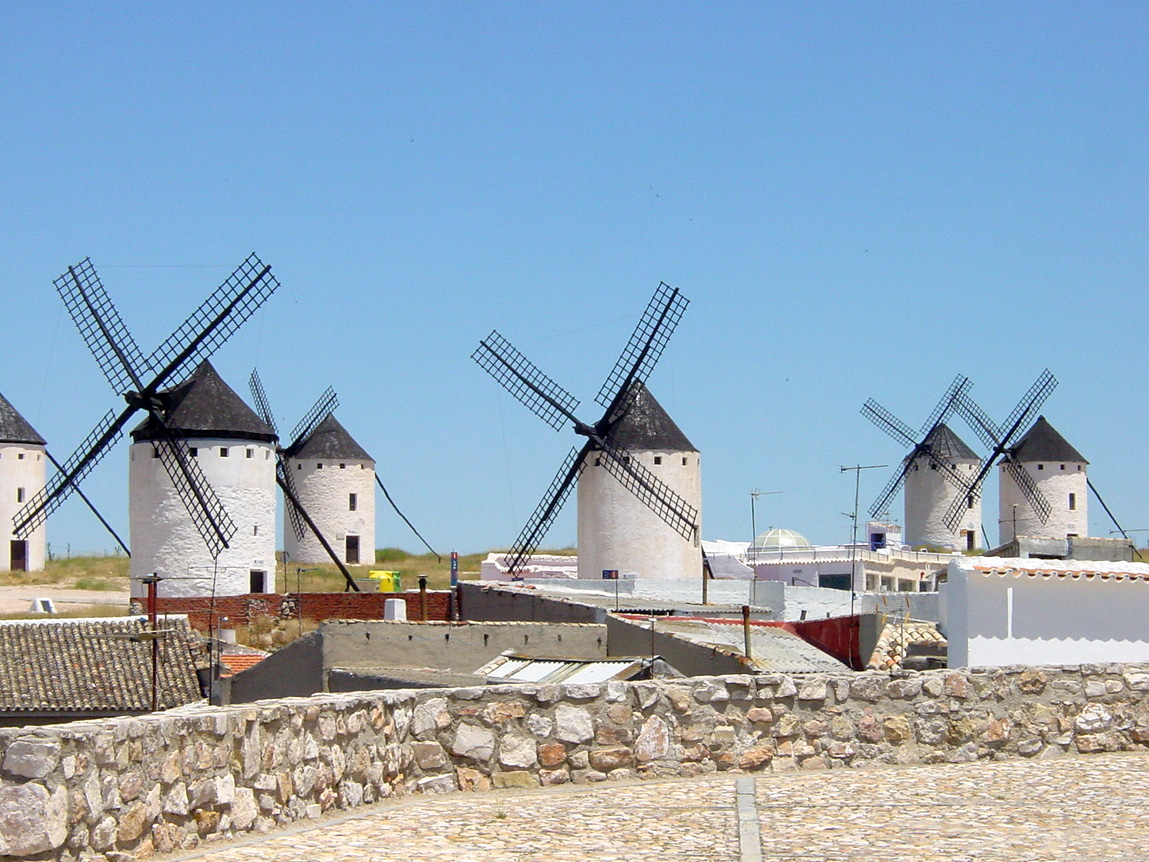
Mulini a vento in Spagna
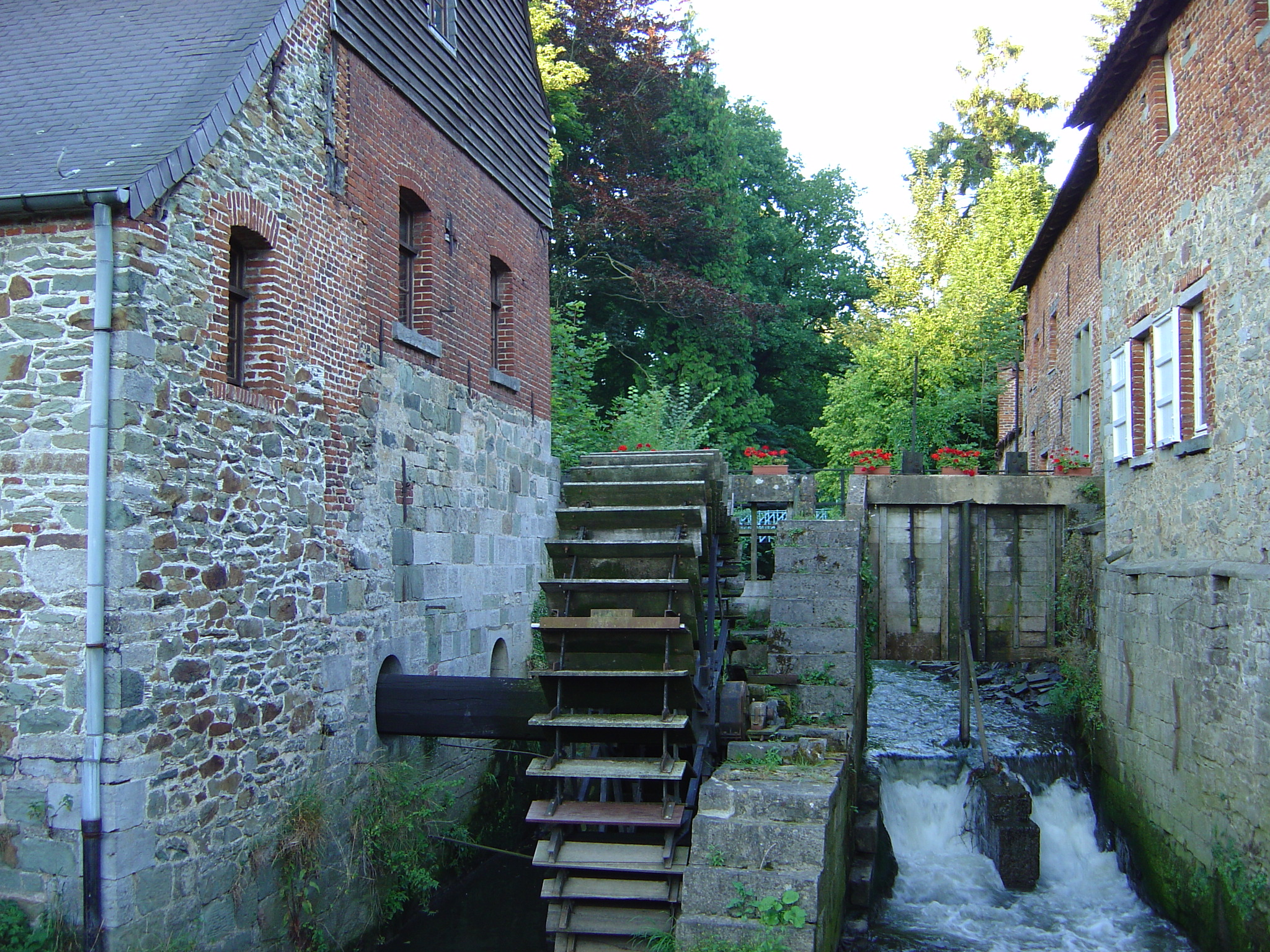
Un mulino ad acqua in Belgio
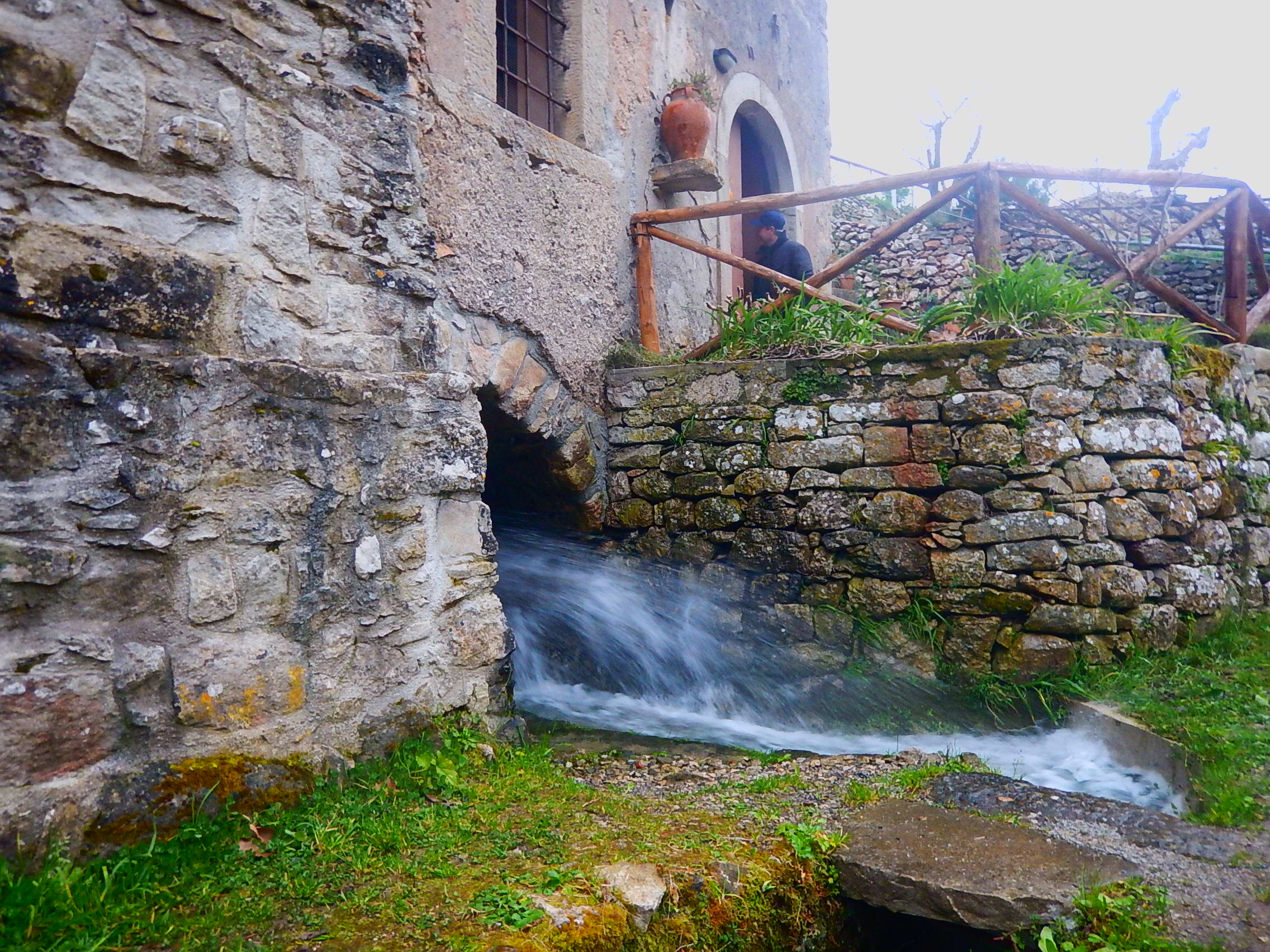
Mulino ad acqua a ruota orizzontale, Novara di Sicilia
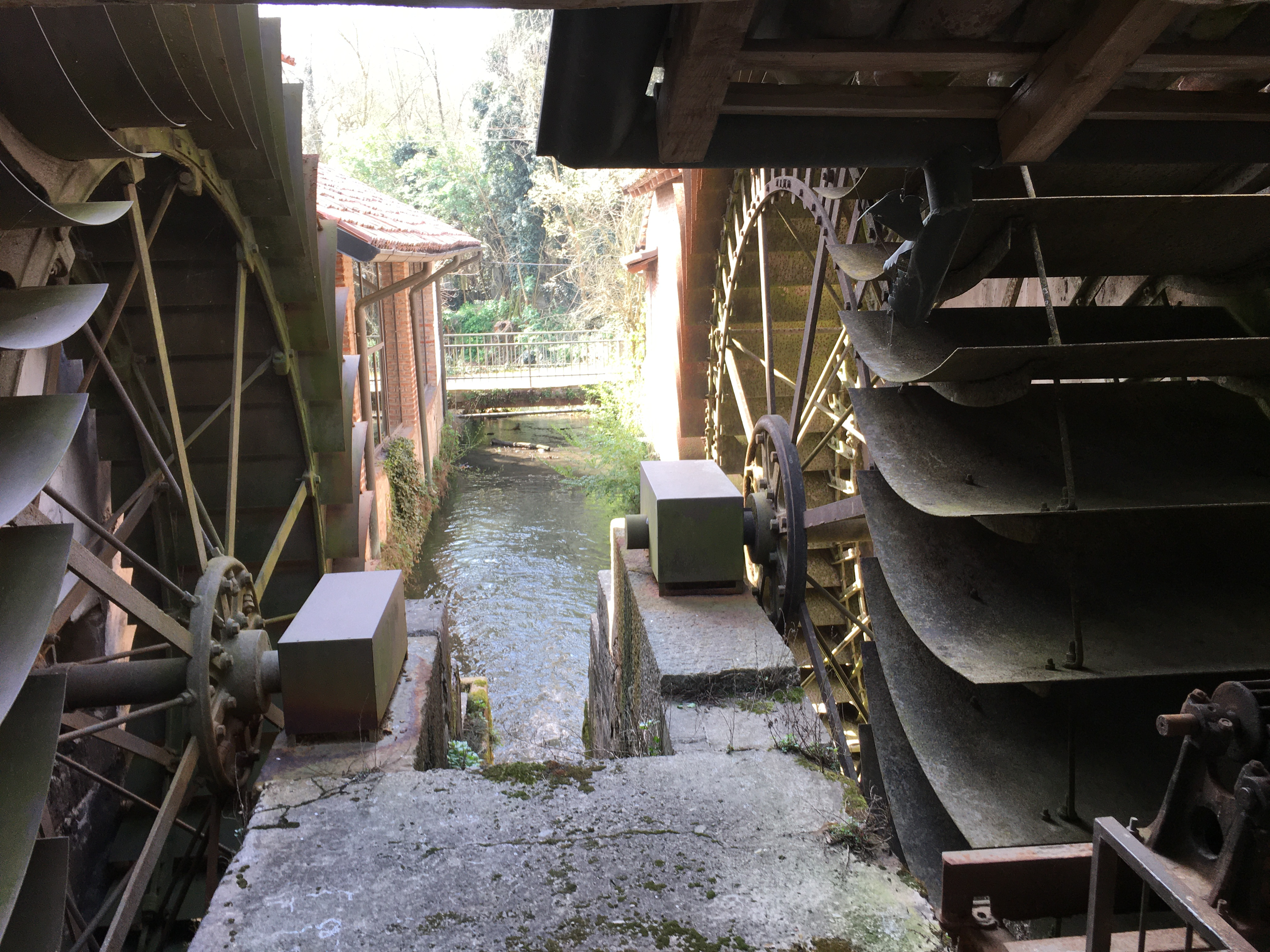
Mulini ad acqua nella valle della Vernavola, Pavia

### Per utilizzo

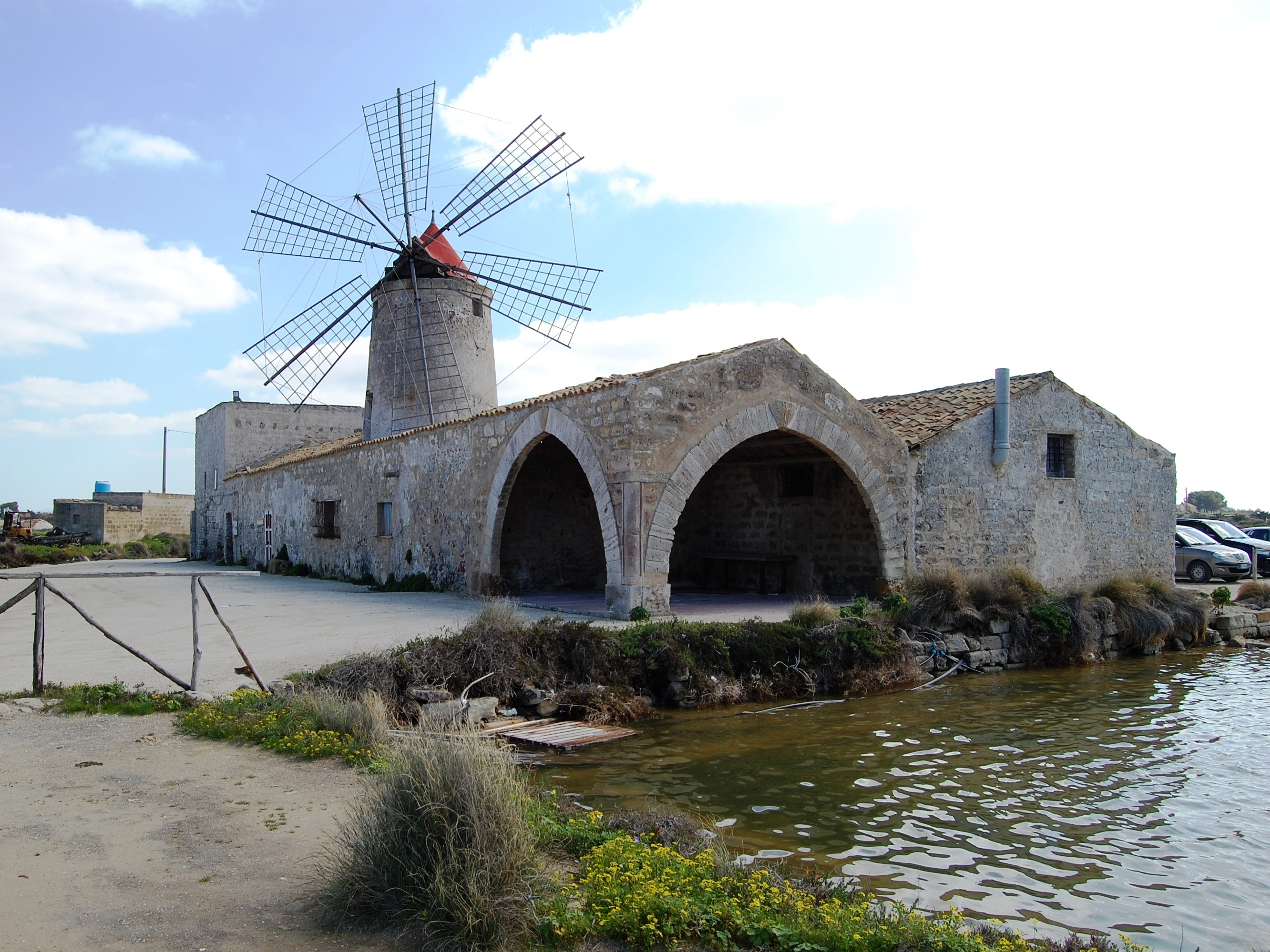
Mulino nelle saline di Trapani

- Mulino a pompa: ancora usato nei polder olandesi per riportare l'acqua in mare.
- Mulino per cisti
- Mulino per legna: usato per far funzionare le seghe di una segheria.
- Mulino per caffè
- Mulino per calcare
- Mulino per olio
- Mulino per carta: usato per mescolare e impastare i componenti della pasta per la carta.
- Mulino per pepe
- Mulino per tanno
- Mulino per malto: usato per macinare il malto da utilizzare per la produzione di birra
- Mulino per macinare combustibili solidi (carbone)
- Mulino per sale usato nelle Saline di Trapani per macinare il sale. Vi sono anche mulini a pompa, per spostare l'acqua da una vasca all'altra della salina.

### Per tipo di macinazione

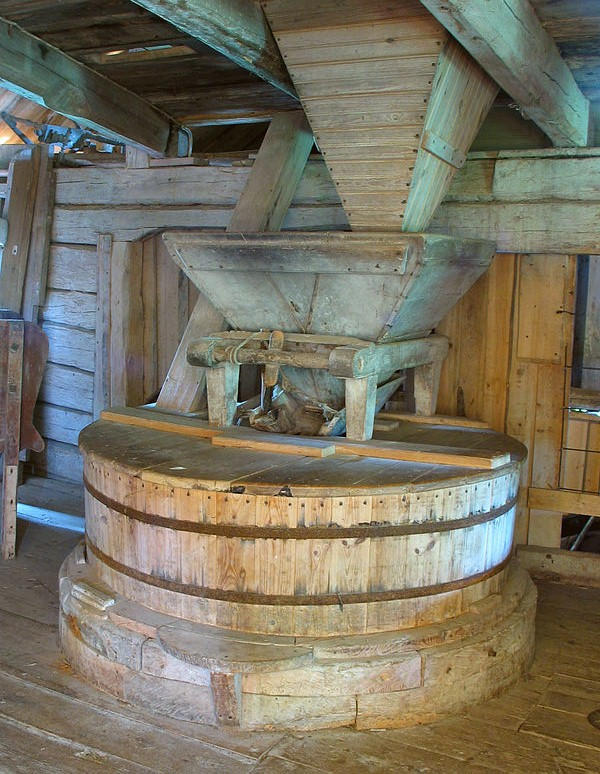
La macina di un mulino per farina

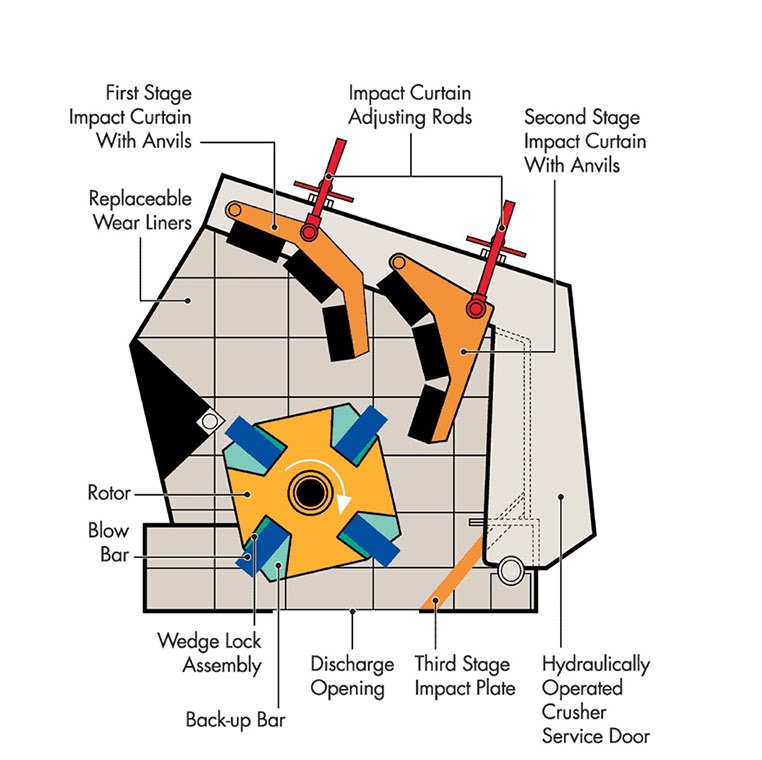
Schema di un mulino a impatto per utilizzo industriale

A seconda del loro tipo di funzionamento, i mulini possono essere classificati in:
- Mulino a macina (o mulino a palmenti o mulino a pietra): è costituito da due ruote in pietra, le molazze, poste in posizione orizzontale di cui una fissa e una girevole, attraverso la pietra con entrata centrale e uscita periferica viene introdotto il prodotto da macinare.
- Mulino a martelli
- Mulino a palle
- Mulino a dischi
- Mulino a coltelli
- Mulino a cilindri